# 국민정신총동원

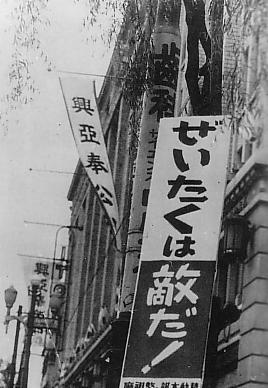
"사치는 적이다!"

국민정신총동원(國民精神總動員, 일본어: 国民精神総動員 코쿠민세이신소우도우인[*], 영어: National Spiritual Mobilization Movement)은 제1차 고노에 내각이 1937년(쇼와 12년) 9월부터 실시한 정책으로, "국가를 지키기 위해 자기를 희생하는 국민의 정신", 즉 멸사봉공을 추진한 운동이다. 약칭은 정동(精動).
일본은 서양 제국과 그 식민지의 블록 경제에 의해 국제수지 균형확보에 어려움을 겪고 있었다. 1936년 11월 25일에는 독일과 방공 협정을 맺으면서 영미의 신용은 더욱 얻을 수 없게 되었다. 1936년 12월 시안 사건으로 중국 국민당이 중국 공산당과의 합작을 개시했다. 1937년 4월에는 일본에서 고노에 후미마로 등이 고문을 맡은 국제반공연맹이 탄생했다. 제1차 고노에 내각이 추진한 국민정신총동원 운동은 대내적으로는 국제수지 균형확보를 위한 외화 획득 정책이었고, 대외적으로는 일본의 목적이 서양적 패도가 아닌 팔굉일우의 대이상, 즉선 "동양의 왕도"에 따른 "인류 공동의 적인 공산주의 멸종"에 있다는 것을 명확하게 하는 역할을 맡았다. 그러나 후자의 역할이 성취되었다고 말하기는 어렵다.
1937년(쇼와 12년) 7월 7일 노구교 사건 이후 중일전쟁이 전개되면서 제1차 고노에 내각은 "팔굉일우", "거국일치", "견인지구"의 세 가지 표어를 내걸고 전 국민을 전쟁수행에 협력시키려 했다. 이를 추진하는 조직으로서 국민정신총동원중앙연맹이 설립되었고 회장으로는 아리마 료키쓰가 취임했다. 고참 군인과 관료를 연맹의 간부로 삼고, 흥아봉공일 같은 기념일을 제정해 전시체제 구축과 사회불만 일소에 노력했다.
장기전과 물자부족이 우려된 중일전쟁과 태평양전쟁 때 정부는 국민의 전의고양을 위해 "욕망하지 않는다 승리할 때까지", "사치는 적이다!", "성전이다 자기를 죽여 나라를 살리자", "석유 한 방울, 피 한 방울", "모든 것을 전쟁에" 등의 전시표어를 내걸고 여성과 아동을 포함한 비전투원 국민에게까지 내핍 생활을 강요했다. 맨밥 한가운데에 매실장아찌 한 개만 올린 일장기 도시락의 장려, 국민복과 몸뻬를 각각 남녀의 유니폼으로 지정한 교화운동도 이 시기에 기승이었다.
운동의 추진 기관으로는 관 측에 국민정신총동원위원회, 민 측에는 국민정신총동원중앙연맹이 있어 민관 동시에 운동이 추진되었다. 하지만 상명하달식 운동의 한계로서 곧 사회 일반에 불만이 가득해지기 시작했다. 1940년 내각총리대신을 의장으로 하는 국민정신총동원본부로 운동본부가 일원화된 것을 계기로 이번에는 상류층을 저격 대상으로 삼아 일정한 효과를 올렸다. 그러나 운동의 창조자였던 고노에 본인을 중심으로 한 신체제 운동의 파도에 휩쓸려 대정익찬회에 모두 흡수되었다.